# Пенья-Санта
Пенья-Санта или Торре-Санта (исп. Peña Santa, Torre Santa) — гора в Испании.
Абсолютная высота — 2596 м. Это одна из высочайших вершин Кантабрийских гор и высшая точка массива Корнион, западной части хребта Пикос-де-Эуропа.
Гора имеет 3 вершины, находится на границе Астурии и провинции Леон (Кастилия и Леон). Хотя сами вершины расположены в Леоне, на склонах Пенья-Санты в Астурии находится деревня Ковадонга, в долине у которой произошла легендарная битва, положившая начало Реконкисты.
Первое восхождение зарегистрировано 4 августа 1892 года.